# Heinrich August Pierer
Heinrich August Pierer, né le 26 février 1794 à Altenbourg et mort le 12 mai 1850 dans la même ville, est un officier, éditeur et lexicographe allemand. Il éditeur de l'Universal-Lexikon der Vergangenheit und Gegenwart.

## Biographie
Heinrich August Pierer naît le 26 février 1794 à Altenbourg. Il est le fils du médecin et éditeur Johann Friedrich Pierer d'Altenburger. Il est d'abord éduqué par un ecclésiastique avec le futur général Joseph von Radowitz, puis fréquente l'École régionale de Pforta et étudie la médecine à l'Université d'Iéna de 1811 à 1813. Pendant la campagne d'Allemagne, il fait partie de l'unité de volontaires prussiens du Lützowsches Freikorps de 1813 jusqu'à sa dissolution en 1814, puis il combat dans le corps Yorck de l'armée prussienne. En 1813, il participe à la bataille de Leipzig (où il est grièvement blessé lors de la prise de la Wachau), en 1815 à la bataille de Waterloo.
Après la fin de la guerre, il travaille pendant plusieurs années comme professeur à l'école divisionnaire de Poznań. En 1820, il se joint à l'imprimerie de son père comme associé. Son père avait vendu son ancienne maison d'édition "Literarisches Comptoir" à Friedrich Arnold Brockhaus en 1816, mais à partir de 1823 il fonde à nouveau une maison d'édition avec le "Literatur-Comptoir". Le nom de Heinrich August Pierer est surtout associé à la Konversationslexikon qu'il édite à partir de 1824, fondée par August Daniel von Binzer et initialement éditée par son père. Le Universal-Lexikon der Gegenwart und Vergangenheit oder neuestes encyclopädisches Wörterbuch der Wissenschaften, Künste und Gewerbe (1824-1837) paraît en 26 volumes sous la direction de H. A. Pierer et A. D. von Binzers. En 1832, Heinrich August Pierer reprend complètement l'entreprise de son père, qui se vend désormais sous le nom de H. A. Pierer.
De son vivant, Pierer publie en 32 volumes (1840-1846, soit environ 17 000 pages) la deuxième édition de l'encyclopédie, qui revêt une importance scientifique, et pour laquelle il écrit de nombreuses contributions, notamment sur l'histoire militaire. La 3e édition en 17 volumes (1849-1852), dont il connaît encore les débuts, est déjà dirigée par son fils Eugen Pierer (1823-1890). Heinrich August Pierer meurt en 1850 et est inhumé au "cimetière catholique" d'Altenburg (sa tombe est introuvable aujourd'hui). Ses fils Eugen Pierer et Victor Pierer (1826-1855) reprennent l'entreprise. Après sa mort, quatre autres éditions de l'encyclopédie paraissent jusqu'en 1888. 